# Sous-espace vectoriel engendré
Dans un espace vectoriel E, le sous-espace vectoriel engendré par une partie A de E est le plus petit sous-espace vectoriel de E contenant A. C'est aussi l'ensemble des combinaisons linéaires de vecteurs de A. Le sous-espace vectoriel engendré par une famille de vecteurs est le plus petit sous-espace contenant tous les vecteurs de cette famille.
Une famille de vecteurs ou une partie est dite génératrice de E si le sous-espace qu'elle engendre est l'espace entier E.

## Définitions équivalentes
Soit A une partie (pas nécessairement finie) d'un espace vectoriel E sur un corps commutatif K.
On note Vect(A), (ou encore parfois [A]) l'ensemble des combinaisons linéaires de vecteurs de A. Autrement dit : un vecteur v appartient à Vect(A) si et seulement s'il existe une famille (λa)a∈A de scalaires, à support fini (c'est-à-dire que l'ensemble des indices correspondant à des scalaires non nuls est fini) et telle que
On démontre que Vect(A) est un sous-espace vectoriel de E contenant A et que c'est le plus petit (pour l'inclusion), ce qui en fournit une définition équivalente. Vect(A) est donc l'intersection de tous les sous-espaces vectoriels de E contenant A.
La partie A est dite génératrice de Vect(A), ou ensemble de générateurs de Vect(A).
La définition s'étend à une famille quelconque (vi)i∈I de vecteurs de E (non nécessairement distincts). Le sous-espace vectoriel engendré par la famille, noté Vect((vi)i∈I), est le sous-espace vectoriel engendré par la partie A = {vi | i ∈ I}. C'est donc l'ensemble de toutes les combinaisons linéaires de vecteurs de la famille :
où ℕ est l'ensemble des entiers naturels.
Les familles (λi)i∈I de scalaires à support fini forment un K-espace vectoriel noté K(I). Le sous-espace vectoriel engendré par la famille (vi)i∈I est l'image de l'application linéaire

## Base
Une base de E est une famille génératrice constituée de vecteurs linéairement indépendants. De manière équivalente, une base est une famille génératrice minimale. De toute famille génératrice peut être extraite une sous-famille qui est une base. L'argument repose soit sur une récurrence pour une famille finie, soit sur le lemme de Zorn pour une famille infinie.

## Exemples
- Dans l'espace vectoriel réel ℝn, la base canonique est, comme toute base, un ensemble générateur.
- Dans ℝ3, un exemple d'ensemble générateur et non libre (donc qui n'est pas une base) est {(1, 2, 3), (0, 1, 2), (–1, 1/2, 3), (1, 1, 1)}.
- Le triplet des vecteurs u = (1, 0, 0), v = (1,1,0) et w = (0,1,0) = v – u n'engendre pas ℝ3 tout entier mais seulement le plan vectoriel d'équation z = 0 :{\displaystyle {\rm {Vect}}(u,v,w)={\rm {Vect}}(u,v)=\{(\lambda +\mu ,\mu ,0)~|~(\lambda ,\mu )\in \mathbb {R} ^{2}\}=\{(x,y,0)~|~(x,y)\in \mathbb {R} ^{2}\}.}
- Soit {\displaystyle P=\{(x,y,z)\in \mathbb {R} ^{3}~|~x+y-z=0\}}. On a{\displaystyle P=\{x(1,0,1)+y(0,1,1)~|~(x,y)\in \mathbb {R} ^{2}\}={\rm {Vect}}((1,0,1),(0,1,1)).}
- Dans l'espace K[X] des polynômes à une indéterminée sur K :
  - le sous-espace engendré par les monômes 1, X, X2, … , Xn est le sous-espace des polynômes de degré inférieur ou égal à n ;
  - le sous-espace engendré par les monômes X2k pour k entier naturel est le sous-espace des polynômes de la forme P(X2).
- Dans tout espace vectoriel, le sous-espace engendré par l'ensemble vide est l'espace nul.

## Propriétés
- Pour toute partie A et tout vecteur v d'un espace vectoriel E, on a :{\displaystyle {\rm {Vect}}(A\cup \{v\})={\rm {Vect}}(A)\Longleftrightarrow v\in {\rm {Vect}}(A).}
- Pour tout entier naturel n, la dimension d'un espace vectoriel engendré par une famille de n vecteurs est égale à n (si et) seulement si la famille est libre.
- Pour toutes parties A et B de E, {\displaystyle {\rm {Vect}}(A\cup B)={\rm {Vect}}(A)+{\rm {Vect}}(B).}
- L'application Vect, de l'ensemble des parties de E dans lui-même, est un opérateur de clôture, c'est-à-dire une application :
  - croissante : si {\displaystyle A\subset B}, alors {\displaystyle {\mbox{Vect}}(A)\subset {\mbox{Vect}}(B)} ;
  - extensive : {\displaystyle A\subset {\mbox{Vect}}(A)} ;
  - idempotente : {\displaystyle {\mbox{Vect}}({\mbox{Vect}}(A))={\mbox{Vect}}(A)}.

Ses points fixes sont les sous-espaces vectoriels de E : {\displaystyle {\mbox{Vect}}(A)=A} si et seulement si A est un sous-espace vectoriel de E.